# Jurij Petrovics Ljubimov
Jurij Petrovics Ljubimov (Jaroszlavl, 1917. szeptember 30. – Moszkva, 2014. október 5.) szovjet−orosz színész, rendező; a világhírű Taganka Színház alapító-igazgatója, egyetemi tanár.

## Életpályája
A színház foglalkoztatta gyermekkorától kezdve. Részt vett a téli háborúban. 1941-től 1945-ig az NKVD Ének- és Táncegyüttesével lépett fel a fronton. Állandó színpadon először a Vahtangov Színház tagjaként szerepelt 1946-1960 között. Itt 1947-től már rendezett is. Hamar megtalálták a filmrendezők is (Színes filmnovellák, Nappalok és éjszakák, Három találkozás, Jegor Bulicsov és a többiek). 1953-1963 között színészmesterséget tanított a Scsukin Színművészeti Főiskolán.
1963-ban bemutatták Brecht Szecsuáni jóember című darabját. A premier feltűnő sikerének eredményeképpen jött létre a végzős osztállyal 1964-ben a Taganka. 1964-1983 között, valamint 1989-1993 között és 1997-2011 között a moszkvai Taganka Drámai Színház igazgató-főrendezője. A Taganka Színház 1976-ban vendégszerepelt Magyarországon, bemutatták a Hamletet, a Tíz nap, ami megrengette a világot című darabokat Vlagyimir Viszockijjal a főszerepekben.
1983-ban elhagyta a Szovjetuniót. 1984-ben, miután a The Times brit napilapnak adott interjúban bírálta a szovjet kultúrpolitikát, állampolgárságától megfosztották, ezután izraeli állampolgárságot kapott és Jeruzsálemben élt. 1987-ben hazatért, 1989-ben visszakapta állampolgárságát, 1997-ben hazatelepült. 1999 óta magyar állampolgár is volt.
2011 nyarán a színészekkel kialakult ellentéte miatt otthagyta a Taganka színházat és más színházakban dolgozott tovább.
Mi nem akartunk új színházat alapítani, amikor a Vahtangov stúdióban elkezdtük a Jó embert keresünk próbáit, egyszerűen csak megállapodtunk ennél a darabnál, mert lehetőséget adott arra, hogy kifejezzük gondolatainkat az életről és – ami szintén nagyon fontos – a színházról. Ezek a gondolatok izgattak engem is, a tanítványaimat is. Így történt, hogy ez a darab lett színházunk kezdete.

## Magánélete
Körülbelül 15 évig (1959—1975) együtt élt Ljudmila Celikovszkaja színésznővel, de már volt egy Nyikita nevű fia egy korábbi kapcsolatából, aki apjától külön élt.
1978-ban feleségül vette Koncz Katalin (*1946) újságíró-tolmácsot és Magyarországra költözött. A Taganka Színház 1976-os magyarországi vendégszereplésekor ismerkedett meg Koncz-cal, aki azután a Film Színház Muzsika folyóirat moszkvai tudósítója lett. Péter fiuk 1979. szeptember 25-én született meg.

## Filmjei
- Színes filmnovellák (1941)
- Nappalok és éjszakák (1945)
- Uborka, a repülőtér gyöngye (1946)
- Pilótaszerelem (1946)
- Veszélyes vizeken (1947)
- Külvárosi fiú (1947)
- Robinson (1947)
- Micsurin (1948)
- Három találkozás (1948)
- Vidám vásár (1949)
- Bjelinszkij (1951)
- A nagy muzsikus – Glinka (1952)
- Jegor Bulicsov és a többiek (1953)
- Sok hűhó semmiért (1956)
- Két színésznő, egy szerep (1956)
- Kigyúlnak a fények (1958)
- Ember a Föld nevű bolygóról (1958)
- XVIII. Káin (1963)
- Hosszú búcsúzás – Ljubimov és a Taganka (1984)

## Színházi szerepei
- Fagyejev: Az ifjú gárda... Oleg Kosevoj
- Gorkij: Kispolgárok... Tyatyin
- Miller: Édes fiaim... Chris
- William Shakespeare: Sok hűhó semmiért... Benedek
- Puskin: Kis tragédiák... (Mozart)

## Rendezései a Tagankán[12]
- A Taganka Színház

- 1964: Brecht: A szecsuáni jólélek
- 1964: Lermontov: Korunk hőse
- 1965: Voznyeszenszkij: Antivilág (Антимиры)
- 1965: Reed - Ljubimov: Tíz nap, amely megrengette a világot
- 1965: Pavszie i zsivie (Павшие и живые)
- 1966: Brecht: Galilei élete
- 1967: Majakovszkij: Poszlusajte! (Послушайте!)
- 1967: Jeszenyij: Pugacsov
- 1968: Mozsajev: Az élő (betiltva; bemutató: 1989)
- 1968: Molière: Tartuffe
- 1969: Gorkij: Az anya
- 1969: Sztavinszkij: Csúcsforgalom
- 1970: Voznyeszenszkij: Őrizd meg arcodat (három előadás után betiltva)
- 1970: Csernisevszkij: Mi a teendő?
- 1971: William Shakespeare: Hamlet (fősz.: Viszockij)
- 1972: Jevtusenko: A szabadságszobor bőre alatt
- 1973: Puskin: Továris vjer... (Товарищ, верь...)
- 1973: Osztrovszkij: Benefisz (Бенефис)
- 1974: Abramov: Falovak
- 1975: Baklanov: Csatolják be az öveket
- 1976: Trifonov: Csere
- 1977: Bulgakov: A mester és Margarita
- 1977: Bikov: Kereszteződés
- 1978: Gogol: Ревизская сказка (Revizszkaja szkazka)
- 1979: Dosztojevszkij: Bűn és bűnhődés
- 1979: Brecht: Turandot... (Турандот, или конгресс обелителей)
- 1980: Trifonov: Ház a rakparton
- 1980: Csehov: Három nővér
- 1980: Viszockij est (betiltva. Egyetlen előadás volt 1988-ban, Viszockij halálának évfordulóján - július 25.)
- 1980: Brecht: Koldusopera (Budapest, Vígszínház)
- 1988: Viszockij est
- 1988: Puskin: Borisz Godunov
- 1989: Mozsajev: Az élő
- 1989: Puskin: Lakoma pestis idején
- 1989: Okudzsava: Docs, otec, gitariszt (Дочь, отец, гитарист) (pantomim dalokkal)
- 1990: Erdman: Öngyilkos
- 1992: Szofoklész: Élektra
- 1994: Euripidész: Médea
- 1996: Dosztojevszkij: A kamasz
- 1997: Dosztojevszkij: Karamazov testvérek
- 1998: Weiss: Marat halála
- 1998: Szolzsenyicin: Saraska (Шарашка) (Szolzsenyicin A pokol tornácán regénye alapján)
- 1999: Brecht: A szecsuáni jólélek (felújítás)
- 2000: Shakespeare: Krónikák <--(azok a drámái, amik történeti témájúak)-->
- 2000: Puskin: Anyegin
- 2001: Bulgakov: Színházi regény (A fehér gárda)
- 2001: Kedrov, Ljubimov: Szokratész
- 2001: Paszternak: Doktor Zsivágó
- 2002: Goethe: Faust

## Magyarországi munkái

### Íróként
A Színházi Adattárban regisztrált bemutatóinak száma: 5.
- 1972-1973: Vasziljev: Csendesek a hajnalok (Budapest, Mikroszkóp Színpad)
- 1978, 2001: Dosztojevszkij-Ljubimov: Bűn és bűnhődés (Budapest, Vígszínház)

### Rendezőként
A Színházi Adattárban regisztrált bemutatóinak száma: 4.
- 1978: Dosztojevszkij-Ljubimov: Bűn és bűnhődés (Budapest, Vígszínház)
- 1979: Trifonov: Csere (Szolnok, Szigligeti Színház)
- 1981: Brecht: Háromgarasos opera (Nemzeti Színház)
- 1982: Mozart: Don Giovanni (Budapest, Erkel Színház)

A vendégrendezői tevékenységről és saját magyarországi vendégrendezői munkájáról Garai László készített vele terjedelmes interjút (Valóság. 21/4. (1978). 79-88.) és vezetett beszélgetést közte és az ugyanekkor szintén Magyarországon vendégrendező Oleg Jefremov között ("A színház transzportálhatóságáról"; Színház. 1980/11. 2-5.).

## Díjai
- Szovjetunió Állami Díja (1952)
- az OSZSZSZK érdemes művésze (1954)
- az OSZSZSZK népművésze (1992)
- a bonni színházi fesztivál nagydíja (1998)
- Arany Maszk-díj (2000)
- A Magyar Érdemrend parancsnoki keresztje a csillaggal (2002)
- Budapest díszpolgára (2007)